# Volksdeutsche
Volksdeutsche ili Folksdojčer bio je termin kojega se počelo koristiti 1930.-ih godina za stanovništvo kojem je njemački bio materinski jezik, a koje je živjelo u srednjoj i istočnoj Europi izvan država s njemačkim većinskim stanovništvom. Nijemci koji su živjeli u samoj Njemačkoj zvalo se tada "Reichsdeutsche", a one koji su živjeli šire u svijetu se nazivalo "Auslandsdeutsche" .
Termin Volksdeutsche obuhvaća Podunavske Švabe, koji je termin pravilniji za Nijemce koji su se tijekom stoljeća naselili na širem panonskom području.
Veliki dio tog stanovništva se našao izvan područja Austro-Ugarske nakon stvaranja novih država: u Kraljevini Jugoslaviji, Mađarskoj, Rumunjskoj, Čehoslovačkoj, te u Italiji (Tirolu). Manji dio Njemačke pripojen je Poljskoj - područje oko Poznanja (oko 800 tisuća Nijemaca, u populaciji od oko 2 milijuna), područje Zapadne Pruske ("Poljski koridor") s nešto više od 350.000 Nijemaca (u ukupnom stanovništvu od 900 tisuća) te manje područje oko Katowica u Šleskoj. Preostali dio se odnosio na Nijemce koji su tijekom Ruskog Carstva naseljavali na područja Poljske, Bjelorusije, Ukrajine, Litve, Latvije i Estonije pod ruskom vlašću. 
U Hrvatskoj je do II. svjetskog rata živjelo oko 100 tisuća Folksdojčera; nakon rata i progona u poraću, ostalo ih je svega oko 10 tisuća. Poput Folksdojčera u susjednoj Vojvodini i obližnjim dijelovima Mađarske, oni su pretežnim dijelom bili rimokatolici, a manjim dijelom evangelički kršćani. Pretežnim dijelom su se bavili poljoprivredom.

## Statistika
Brojčano najveći udio njemačke manjine 1938. s oko 8,6 milijuna Nijemaca izvan njemačkih granica živio je: u Čehoslovačkoj (3,48 milijuna), Poljskoj (1,15 milijuna), Rumunjskoj (0,75 milijuna), Mađarskoj (0,6 milijuna), bivšoj Jugoslaviji (0,55 milijuna) i Sovjetskom Savezu (1,15 milijuna). Dodatnih 0,6 milijuna Nijemaca živjelo je u Estoniji, Latviji i Litvi.

## Progon nakon II. svjetskog rata
Tijekom II. svjetskog rata je njemački Treći Reich nametnuo svoju dominaciju nad svim tim zemljama, te su Folksdojčeri imali izdvojeni i povlašteni status, a služili su i njemačku vojsku. Tako su u NDH bili okupljeni u Njemačku narodnu skupinu, te su od početka rata novačeni u 7. SS dobrovoljačku diviziju "Prinz Eugen"; potom su imali važnu ulogu u Njemačko-hrvatskoj policiji, te u zapovjednom kadru njemačkih postrojbi koje su popunjavane mobiliziranim Hrvatima i Bošnjacima, poput 373. "Tigar" divizije Wehrmachta i 13. "Handžar" divizije SS. 
Na Potsdamskoj konferenciji savezničkih velesila pobjednica u ratu (17. srpnja do 2. kolovoza 1945.) zaključeno je (XII “Uredno iseljavanje njemačkog stanovništva”) da se preostalo njemačko stanovništvo iz Poljske, Čehoslovačke i Mađarske treba preseliti na područje Njemačke, pri čemu preseljenje treba izvesti "organizirano i na human način". Oni koji se nisu našli u zaključcima Potsdamske konferencije, riješili su problem Folksdojčera na još drastičniji način, ponajprije Jugoslavija.
Do 1950.-te godine je iz istočne i jugoistočne Europe iz svojih zavičaja iseljeno, procjenjuje se, između 12 i 14 milijuna etničkih Nijemaca. Nisu svi iseljeni Nijemci bili Folksdojčeri: naime Nijemci su iseljeni i iz istočnih pokrajina same Njemačke, koje su nakon II. svjetskog rata pripale Poljskoj, kao kompenzacija za istočnu polovicu Poljske, koja se našla u sastavu Sovjetskog Saveza (riječ je bila o pokrajinama Njemačke u kojima je do tada živio manji ili veći postotak etničkih Poljaka). Mahom su ti Nijemci iseljeni u SR Njemačku, ali manjim dijelom i u DDR, te Austriju. Procjenjuje se da je zbog nasilja, gladi i zaraznih bolesti - korišteni su za njihov smještaj nerijetko raniji nacistički koncentracijski logori poput Auschwitza u Poljskoj i Theresienstadta u Čehoslovačkoj - život izgubilo njih oko 500 tisuća. Čak i nakon dolaska u Njemačku uvjeti njihovog života bili su teški, u velikoj mjeri zbog odluke zapadnih saveznika da se njima ne dodjeljuje nikakva humanitarna pomoć.

## Memorandum Vase Čubrilovića iz studenog 1944. godine
Pisac memoranduma  Isterivanje Arnauta iz 1937. godine Vasa Čubrilović, kojega su komunističke vlasti nakon svojega dolaska u Beograd postavile za svojega komesara na Filozofskom fakultetu, predaje novim vlastima svoj memorandum (15 stranica gusto ispisanih pisaćim strojem) od 3. studenog 1944. godine, kojim novim vlastima izlaže iste teme, naglašavajući da je upravo sada pravi povijesni trenutak za prisilno iseljavanje nacionalnih manjina.
Taj beogradski sveučilišni profesor i budući ministar u vladi DF Jugoslavije predlaže u tom memorandumu, kako bi trebalo protjerati ne samo Nijemce, nego i sve druge nacionalne manine: "Mi se možemo slagati ili neslagati u pojedinim pitanjima državne politike, ali smo danas složni u jedno, da s Folksdojčerima u Jugoslaviji, treba jednom zauvek prečistiti račune. Oni su to zaslužili svojim nelojalnim držanjem prema državi u kojoj su živjeli, svojom svirepošću i verolomnošću, svojom gramljivošću i bezobzirnošću... Osim nelojalnog držanja ima i drugih dubokih državnih razloga koji nas prisiljavaju da iskoristimo ovaj rat i da rešimo manjinsko pitanje iseljavanje manjina. Naše manjine, već smo podvukli, nisu za nas opasne zbog svog broja već zbog svog geopolitičkog položaja i zbog svoje povezanosti sa sebi srodnim susednim narodima... Vojvodina je žitnica cele Jugoslavije, a da u njoj nema nijednog Srbina ili Hrvata, morali bi se za nju boriti zbog ishrane miliona naših građana južno od Save i Dunava. Kad čovek pokušava da stvara privredni plan za buduću izgradnju jugoslavenskih zemalja, on ga ne može zamisliti Bez Vojvodine, kao žitne rezerve... Samo hladni državni račun mora da upravlja našom politikom po ovom pitanju... Pošto smo izneli razloge zašto treba očistiti državu od manjina, da vidimo ima li mogućnosti za izvođenje toga plana. Objektivno uzevši, uslovi za taj posao su veoma povoljni. Ako se prilikom izgrađivanja Evrope polazilo sa stanovišta da se manjinsko pitanje može rešiti preko povlastica tim manjinama iskustvo iz ovoga rata su pokazala cijeloj Evropi da to nije tačno. Bezobzirno iskorišćavanje nemačkih manjina od strane Trećeg Rajha, doveli su do saznanja, da je jedino pravično rešenje tog pitanja, preseljavanje manjina... Sam Treći Rajh poveo je jednu brutalnu kolonizatornu politiku prebacujući milione s jednog kraja Evrope na drugi. Šta više, on je spremao planove za iseljavanje čitavih naroda i putem jedne smišljene kolonizacione politike težio je da zavlada jugo-istočnom i istočnom Evropom. Da je on pobedio u ovom ratu, nas Južnih Slovena, posebice Srba nestalo bi s lica zemlje. Ovaj način rešavanja manjinskog pitanja primili su bili i nemački saveznici Italija i Mađarska. Zato, je i razumljivo da su i naši saveznici stali na stanovište da se u ovom ratu manjinsko pitanje reši putem preseljavanja. Prvi bratski Sovjetski savez primjenjuje još pre rata ovu metodu u rešavanju manjinskih problema. On je već davno raselio Karelce na granicama Finske. Iz primorskih oblasti na Dalekom istoku iseljeni su Koreanci i Kinezi čak u Turkestan. Kada je Sovjetski Savez još 1940. zaposeo Besarabiju on je iselio iz nje 150.000 Besarabskih Nemaca. Čitav grad od baraka izgradili su te godine Nemci na ušću Save u Dunav u zemunskom polju. Mi Beograđani imali smo tada prilike da gledamo transporte tih Nemaca, u tom logoru prilikom odlaska za Nemački Rajh. I sada vrši Sovjetski Savez još u toku rata izmenu stanovništva, preseljavajući Poljake iz Ukrajine i Bele Rusijee preko nove poljsko-sovjetske granice, a dovevši otud Ukrajince i Belo-Ruse u Sovjetski Savez. Pozivajući se na ove primere i mi ćemo imati pravo, da tražimo od naših saveznika, da se i naše manjinsko pitanje reši na isti način, iseljavanjem... Po pitanju naroda koje trebamo iseliti mišljenja sam, da treba uzeti u red: Nemci, Mađari, Arnauti, Talijani i Rumuni... Posle onih strahota što su ih Nemci počinili po našim zemljama i po celoj Evropi, oni su izgubili svako pravo na nikakav obzir zato ih treba nemilosrdno goniti. Mađarski narod i kod nas, kao i u Mađarskoj..., i pored pokolja u Bačkoj i pandurske službe Nemcima po Rusiji, ipak zaslužuju nešto obzira...To isto važi i za Arnaute... Međutim, prikom rešavanja manjinskog problema mi moramo po svaku cenu etnički osvojiti Bačku, Kosovo i Metohiju, izbacujući pri tom koju stotinu hiljada Mađara i Arnauta iz naše države. Fašistički režim u Italiji strahovito je postupao s našim svetom u Istri, Gorici i Gradišci. Kad dobijemo te zemlje natrag mi se moramo potruditi da ih ponovo etnički osvojimo, iseljavajući iz njih sve one Talijane, koji su se tamo naselili posle 1. decembra 1918."
Nije poznato u kojoj mjeri je taj Čubrilovićev dokument - popraćen tabelama sa statističkim podatcima i konkretnim prijedlozima organizacije "posla" etničkog čišćenja utemeljenima na njegovom dobrom poznavanju rada državne uprave - utjecao na odluku vrha komunističke vlasti da pristupi etničkom čišćenju Nijemaca na području Jugoslavije, ali valja opaziti da je kod komunista očito dojam o Čubriloviću bio dobar, kada vidimo da je on u danima preuzimanja vlasti u Beogradu postavljen za komesara za Filozofski fakultet, da bi potom od travnja 1945. do 1950. godine bio i ministrom u vladi komunističke Jugoslavije; najprije kao ministar poljoprivrede, a potom kao ministar šumarstva.

## Etničko čišćenje Folksdojčera u Jugoslaviji, prema odlukama komunističkog vodstva s Titom na čelu
Josip Broz Tito je, nakon što je s dijelom Vrhovnog štaba NOV i POJ pristigao 4. listopada 1944. u vojvođanski Vršac, da bi odatle rukovodio borbama radi oslobođenja Beograda. Našavši ondje dosta civila Folksdojčera, upućuje 16. listopada 1944. komandantu 1. armijske grupe NOVJ Peki Dapčeviću depešu u kojoj je naređuje: “Pošalji mi hitno preko Bele Crkve za Vršac jednu od najboljih, jakih brigada eventualno krajišku. Potrebna mi je da očistim Vršac od švapskih stanovnika.“  Od listopada do prosinca 1944. nekoliko tisuća civila folksdojčera, ali i drugih, pretežno muškaraca, odvedeno je u obližnji likvidacijski logor. Prema poimeničnim popisima u Vršcu i okolnim mjestima utvrđeno je 1.038 žrtava.
Inače su Folksdojčeri činili do Drugog svjetskog rata 4,3 posto stanovnika Jugoslavije.
Na sličan način postupalo se i u drugim krajevima koje su nastanjivali Folksdojčeri. Na sjednici NKOJ-a održanoj 30. listopada 1944., predsjednik NKOJ-a maršal Jugoslavije Josip Broz Tito je objasnio: “Uspostavu vojne vlasti u Vojvodini diktirali su specijalni problemi u Vojvodini, - isterivanje Nemaca ... Pitanje iseljavanja Nemaca mi moramo rešiti, jer je to večita opasnost za našu zemlju. To pitanje ćemo postepeno rešavati. Zasada će se sve sposobno od 16 do 60 godina svrštavati u radne bataljone i upotrebljavati na razne radove. Kolonizaciji našeg stanovništva u Vojvodini namesto isteranih Nemaca treba odmah pristupiti. Tj. na nemačka imanja odmah naseljavati Srbe, Crnogorce, Ličane i td, i to siromašne i poštene porodice.“
Odlukom AVNOJ-a od 21. studenog 1944. godine  - pod očitim utjecajem dotadašnjih odluka Josipa Broza Tita, a moguće i pod utjecajem memoranduma Vase Čubrilovića od 3. studenog 1944. godine - proglašeni su svi etnički Nijemci na području Jugoslavije (primjenjivalo se to i na Austrijance) neprijateljima, osim onih koji su surađivali s NOVJ. Odlučeno je da se svima njima bez naknade oduzme svu imovinu. Procjenjuje se da je od oko 500.000 Nijemaca, koliko ih je živjelo na području Jugoslavije do potkraj Drugoga svjetskog rata, oko 240.000 evakuirano pred naletom Crvene armije i NOV i POJ. Potkraj 1944. godine snage Crvene armije odvode na prisilni rad u Sovjetski Savez oko 30.000 jugoslavenskih folksdojčera, bez protivljenja jugoslavenskih komunista.
Državna komisija za repatrijaciju je 22. svibnja 1945. zabranila povratak na teritorij Jugoslavije svim Folksdojčerima s područja Jugoslavije koji su se zatekli izvan njenog teritorija. Predsjedništvo Ministarskog savjeta (vlade) Demokratske Federativne Jugoslavije u Beogradu izvijestilo je 11. lipnja 1945.: “Vlada Jugoslavije stoji na stanovištu da sve Nijemce koji se nalaze u okviru granica Jugoslavije raseli i uputi u Njemačku, čim se zato stvore povoljni tehnički uslovi.”
Zemaljska komisija za repatrijaciju Nijemaca pri Ministarstvu unutarnjih poslova FD Hrvatske, Zagreb, izvijestila je 7. srpnja 1945. oblasne i okružne Narodne odbore koga se treba smatrati Nijemcem, internirati u logor i protjerati: “[...] u obzir za iseljavanje dolaze svi Nijemci i Njemice po sljedećem kriteriju: 1) Kome je materinski jezik njemački (potječe iz braka Nijemca ili Njemice).- 2) Tko potiče iz braka u kome je otac Nijemac.- Od ovoga se izuzimaju: 1) Tko je aktivno pomagao narodno-oslobodilačku borbu (ostaje zajedno sa svojom užom porodicom – djeca, otac i majka).- [...] 2. Njemice udane za Jugoslavene s djecom.- 3. Djeca do uključivo 16 godina iz braka Jugoslavenke s Nijemcem, ako se takova Jugoslavenka odluči da ostane u zemlji i napusti muža Nijemca. Ženi Jugoslavenki udatoj za Nijemca ostaje slobodno da bira dali će poći s mužem ili će ostati u zemlji s djecom do 16 godina. U koliko se radi o ženskom bračnom partneru nejugoslavenske narodnosti takva je žena dužna da slijedi muža Nijemca.- [...].”
Od približno 200.000 Nijemaca civila koji su nakon kraja ratnih operacija ostali na teritoriju Jugoslavije, bilo je od kraja 1944. godine do početka 1948. godine u logore internirano njih oko 170.000.  Smatra se da je oko 60.000 Foldsdojčera pomrlo u tim logorima, zbog nehumanih uvjeta u njima.
Prema podatcima Ministarstva unutarnjih poslova FNR Jugoslavije, u siječnju 1946. se na području Jugoslavije u logorima nalazilo (do tada preživjelih) 117.485 Folksdojčera, od toga 34.214 muškaraca, 58.821 žena i 24.422 djece; na slobodi se u tom trenutku nalazilo samo 12.897 Folksdojčera. Na području Hrvatske u logorima se tada nalazilo 10.600 Folksdojčera, od toga 3.000 muškaraca, 4.500 žena i 3.100 djece; na slobodi se nalazilo 2.000 Folksdojčera, od toga 700 muškaraca, 1.000 žena i 300 djece. Jugoslavenski ministar unutarnjih poslova Aleksandar Ranković iznosi u opsežnom izvješću Vladi FNR Jugoslavije da je “stanje u ovim logorima ... vrlo loše u svakom pogledu. Smeštaj, higijenske prilike, ishrana, odeća i obuća su daleko ispod minimalnih zahteva za uredno življenje.”
Od prijašnjih oko pola milijuna, ostalo je do prvog popisa stanovništva u poslijeratnoj Jugoslaviji 1948. godine živjeti samo 55.000 Folksdojčera. U Hrvatskoj ih je ostalo oko 10.000, od ranijih preko 100 tisuća.
Vladimir Geiger smatra da je pravilno procijeniti ljudske gubitke Nijemaca na području bivše Jugoslavije na 95 do 100 tisuća, od toga oko 64 tisuće civila: "Od ljeta 1941. do listopada 1944. ubijeno je oko 1 500 jugoslavenskih Nijemaca, uglavnom civilnog stanovništva, u partizanskim napadima na njemačka naselja. Od listopada 1944. do ljeta 1945. ubijeno je oko 9 500 jugoslavenskih Nijemaca, uglavnom civilnog stanovništva, u pojedinačnim i masovnim odmazdama. Nakon listopada 1944. na prisilnom radu u SSSR-u umrlo je najmanje oko 2 000 osoba, uglavnom žena. Od listopada 1944. do ožujka 1948. umrlo je, pretežito od tifusa pjegavca i gladi, u jugoslavenskim logorima oko 51 000 osoba, uglavnom djece, žena i starijih osoba."
U čl. 30. Zakona o konfiskaciji imovine i izvršenju konfiskacije ("Službeni list Demokratske federativne Jugoslavije" br. 40/45 i 70/45) bilo je propisano da se u cijelosti ima nastaviti s konfiskacijom "imovine lica njemačke narodnosti" prema odluci AVNOJ-a od 21. studenog 1944. godine.
U kuće i na imanja Folsdojčera kolonizirano je slavensko stanovništvo, u Vojvodini pretežno Srbi, a u Hrvatskoj pretežno Hrvati. Ministarstva poljoprivrede svake od federalnih republika je na temelju Općeg zakona o Agrarnoj reformi i kolonizaciji odredilo broj obitelji za svaki kotar i naselje koje će imati "pravo na unutarnju i vanjsku kolonizaciju". Prema planovima Banat je trebalo naseliti 16.500 obitelji (3.000 iz Slovenije, 2.000 iz Makedonije, 3.000 iz Srbije i 8.500 iz Bosne i Hercegovine). Bačku je trebalo naseliti 20.000 obitelji (7.000 iz Crne Gore, 7.500 iz Hrvatske, 3.000 iz Bosne i Hercegovine i 2.500 iz Srbije). Za Srijem je prema prioritetima planirano naseljavanje boračkih obitelji iz Srijema, nakon njih 500 obitelji iz susjednih kotara Bosne i Hercegovine i 500 obitelji iz Srbije. Borci invalidi i obitelji boraca gardijskih jedinica Jugoslavenske armije trebale su naseliti staropazovački i zemunski kotar. Oko 6.500 tisuća obitelji iz same Vojvodine dobilo je mogućnost da se naseli na imanje Folksdojčera. Planirano je doseljavanje 1.000 obitelji iz Hrvatske u Baranju, a i u najzapadniji dio Srijema koji je ostao u sastavu Hrvatske planiralo se doseliti 500 obitelji iz drugih dijelova Hrvatske. Prosječna obitelj koja je kolonizirana imala je 5,69 članova. Na području Hrvatske, bilo je planirano dodijeliti pravo na koloniziranje tako da među kolonistima bude 61,1 posto Hrvata i 38,9 posto Srba, ali je u izvedbi kolonizacije udio Srba bio naposljetku znatno veći od planiranog; uz to se dio etničkih Hrvata nakon doseljavanja predomislio i vratio u svoj zavičaj. Nakon provedene kolonizacije, kolonisti su na popisu stanovništva provedenom 1948. godine činili 14% ukupnog stanovništva Vojvodine. Ako se ne računaju kolonisti iz same Vojvodine, njih je bilo u Bačkoj 131.045, u Banatu 80.879, te u Srijemu 14.153. Iz Hrvatske je u Vojvodinu preseljeno 9.279 obitelji s 52.868 članova. Od 225.696 kolonista naseljenih u Vojvodini, bilo je 162.447 Srba, 40.176 Crnogoraca, 12.000 Makedonaca, 7.134 Hrvata (ukupni broj Hrvata u Vojvodini se nije povećao, zbog znatnog broja pobijenih i iseljenih srijemskih Hrvata pri kraju rata), 2.091 Slovenaca i 1.848 Bošnjaka (Muslimana, prema tadašnjoj terminologiji).

## Vanjske poveznice
- Znanstveni članak: Josip Broz Tito i sudbina jugoslavenskih Nijemaca, Vladimir Geiger
- Znanstveni članak: Logori za folksdojčere u Hrvatskoj nakon Drugoga svjetskog rata 1945. - 1947., Vladimir Geiger

- Glas Koncila: Nekažnjeni zločini nad Podunavskim Švabama